# François Furet
Pour les articles homonymes, voir Furet (homonymie).
François Furet, né le 27 mars 1927 à Paris 7e et mort le 12 juillet 1997 à Toulouse (Haute-Garonne), est un historien français, spécialiste de la Révolution française et de son héritage idéologique.
Son ouvrage La Révolution française, co-écrit avec Denis Richet, constitue une étape importante de l’évolution de l’historiographie de la Révolution française au cours de la seconde moitié du XXe siècle.

## Biographie

### Jeunesse, vie privée, formation
François Furet est né dans une famille bourgeoise. Il est le fils de Pierre Furet, banquier et dirigeant de la Banque des pays de l'Europe centrale, et de Marie Rose Zélie Monnet (sœur d'Henri et Georges Monnet). Sa sœur est l'épouse de Denis Richet. Ses grands-parents paternels habitent Cholet où, enfant et adolescent, il passe ses vacances d'été. Il a pour cousine germaine Menie Grégoire.
Élève du lycée Janson-de-Sailly, il commence des études à la faculté de lettres et à la faculté de droit de Paris mais, atteint de tuberculose, il doit les interrompre en 1950. Il passe plusieurs mois en sanatorium dans les Alpes puis, convalescent, poursuit ses études jusqu'en 1954 au centre de post-cure de la Fondation de France, 4 rue de Quatrefages à Paris.
Sa seconde épouse, Jacqueline Nora, est la sœur du haut fonctionnaire Simon Nora et de l'historien Pierre Nora et la belle-sœur de l'historienne de l'art Françoise Cachin, petite-fille du député communiste Marcel Cachin et du peintre libertaire Paul Signac.

### Carrière et militantisme
Furet est, très tôt, un militant politique, adhérant au Parti communiste (PCF) en 1949. Sous son impulsion très énergique, voire sectaire, Quatrefages devient, à partir de 1950 et le début de la guerre de Corée, le centre de la cellule des étudiants communistes engagés pour la décolonisation et recrute tout ce que le Quartier latin produit de plus brillant, depuis les normaliens tels Emmanuel Le Roy Ladurie et la future femme de celui-ci, jusqu'aux étudiants étrangers, tel le docteur Vinh, futur ministre des plantations de la république socialiste du Viêt Nam, le peintre turc Neşet Günal mais aussi Alain Besançon, Annie Kriegel, etc. Avec cette dernière et d'autres, il publie en 1947 dans La Nouvelle critique un article dénonçant Ernest Labrousse comme le complice de Léon Blum, « plat valet des Américains », sous le pseudonyme de Jacques Blot.
Brillamment reçu en 1954 à l'agrégation d'histoire, dont le jury est présidé depuis 1950 par Fernand Braudel, professeur au Collège de France, François Furet est nommé professeur de lycée à Compiègne où il enseigne jusqu'en 1955, avant d'être muté à Fontainebleau. En 1956, il entre au Centre national de la recherche scientifique (CNRS) comme attaché de recherche afin d'entreprendre des recherches sur la bourgeoisie parisienne au XVIIIe siècle. Il publie quelques-uns de ses résultats en collaboration avec Adeline Daumard, dans un Cahier des Annales (Structures et relations sociales à Paris au milieu du XVIIIe siècle, Paris, A. Colin), sorti en 1961.
En 1959, il quitte le PCF, puis participe à la fondation du Parti socialiste unifié (PSU) en 1960. Il est aussi en parallèle journaliste à France-Observateur, devenu plus tard Le Nouvel Observateur, puis L'Obs.
En 1961, Furet entre comme chef de travaux à la sixième section de l'École pratique des hautes études. Maître de conférences en 1964, il est nommé directeur d'études en 1966.
Après mai 1968, il devient conseiller du ministre de l’Éducation nationale, Edgar Faure.
La sixième section de l'École pratique des hautes études étant devenue en 1975 l'École des hautes études en sciences sociales (EHESS), il en est élu président en 1977 et succède alors à Jacques Le Goff. Au même moment, il dirige un séminaire qui est à l'origine de la création de l'Institut Raymond Aron. Participent à ce séminaire des figures comme Cornelius Castoriadis, Claude Lefort, Pierre Manent, Pierre Rosanvallon, Marcel Gauchet ou Vincent Descombes. En 1985, à la fin de son mandat de président de l'EHESS, il commence à enseigner aux États-Unis, notamment à l'université de Chicago. Il reçoit un diplôme honoris causa de l'université Harvard.
En février 1979, il fait partie des 34 signataires de la déclaration rédigée par Léon Poliakov et Pierre Vidal-Naquet pour démonter la rhétorique négationniste de Robert Faurisson.
Fondateur, avec d'autres, de la fondation Saint-Simon, Furet préside aussi l'Institut Raymond-Aron ; autant d'activités qui lui permettent d'élargir son champ de recherche et de réflexion. La variété et le volume de ses travaux lui valent d'obtenir de nombreux prix : le prix Alexis-de-Tocqueville en 1991, le prix européen d'Amalfi pour la sociologie et les sciences sociales et le prix Hannah-Arendt de la pensée politique en 1996.

### Fin de vie
Élu à l'Académie française, le 20 mars 1997, au fauteuil 1 où il succède à Michel Debré (mort le 2 août 1996), il meurt peu après à Toulouse à la suite d'une chute survenue lors d'un match de tennis. Sa disparition l'empêche d'être officiellement reçu à l'Académie française où il est remplacé un an plus tard par René Rémond. C'est ce dernier qui prononce l'éloge de ses deux prédécesseurs. François Furet repose au cimetière de Saint-Pierre-Toirac, dans le Lot.

## Apports historiographiques
En complète rupture avec l'historiographie marxiste d'Albert Mathiez, Albert Soboul ou Michel Vovelle, l'œuvre de François Furet apporte un nouvel éclairage fondateur sur les phénomènes majeurs qui ont transformé l'histoire mondiale : la Révolution française, la Grande Guerre et les régimes totalitaires.

### Sur la Révolution française
Très critique envers l'historiographie socialiste qui, dans la lignée de Jean Jaurès, voit dans la Révolution française la première étape d'un processus linéaire conduisant au socialisme et dans la révolution d'Octobre une continuité logique, François Furet entend déconstruire « l'illusion rétrospective classique qui consiste à voir dans l’événement une nécessité à l'œuvre et à inscrire également le futur dans cette même nécessité ». Dans cette perspective, les acteurs de l'histoire deviendraient de simples maillons pris dans un engrenage historique écrit d'avance. Ne niant pas certaines similitudes, François Furet entreprend donc de repenser la Terreur à la lumière des événements de 1917, les Jacobins représentant cette minorité préfigurant le parti bolchévique qui règne sur un peuple terrorisé : « La fonction épuratoire du club est centrale : ainsi se met en place une démocratie directe inédite où les Jacobins figurent in vivo la fiction révolutionnaire du peuple : c'est-à-dire un peuple unanime, donc en état d'auto-épuration permanente puisque l'exclusion a pour fin de purger la souveraineté de ses ennemis cachés et de rétablir ainsi l'unité menacée. On vote à main levée, par définition le secret ne convient qu'aux complots. La décision du coup doit être prise avant la réunion du club dans les conciliabules des chefs et ratifiée par le fanatisme ou le suivisme des troupes ».
Pour François Furet, le jacobinisme et la Terreur constituent l'anticipation du totalitarisme stalinien.

### Sur le communisme
François Furet voit dans la filiation entre la Révolution française et la révolution d'Octobre, la raison essentielle de la persistance de l'« historiographie commémorative » et du succès de l'idée communiste, particulièrement en France du fait d'un courant jacobino-marxiste.

### Sur le fascisme
S'inspirant des travaux de Carl Joachim Friedrich, Zbigniew Brzeziński et Hannah Arendt, François Furet offre selon Ernst Nolte une nouvelle « compréhension historico-génétique » qui inscrit le fascisme comme une réaction au premier totalitarisme : le communisme. En 2025, une analyse de cette compréhension est faite par l'historien Johann Chapoutot.

## Publications

### La révolution FrançaiseetPenser la Révolution française
Spécialiste du XVIIIe siècle, Furet a marqué, par l'ouvrage La Révolution française qu'il a publié avec Denis Richet en 1965, un tournant dans l'historiographie de cette période. Après plusieurs décennies où la Convention et le Comité de salut public mobilisent la plupart des recherches universitaires, ce livre se place résolument dans une perspective plus large, dépassant le cap de Thermidor, considéré par les historiens qui l'ont précédé (Aulard, Mathiez, Lefebvre, Soboul) comme le terme des événements de la « Grande Révolution ».[réf. nécessaire]
Ce choix de rééquilibrer l'analyse de la période révolutionnaire en y intégrant la Convention thermidorienne et le Directoire n'est pas anodin. Furet prend à contre-pied les théories admises par les historiens marxistes. Pour ces derniers, Soboul et Lefebvre principalement, la Révolution française est d'abord une expression de la révolte des masses populaires, à l'exemple du mouvement jacobin soutenu par l'avant-garde des sans-culottes qui disparaît après le 9 Thermidor. À l'inverse, non sans susciter des polémiques dans le monde universitaire français, François Furet et Denis Richet défendent l'idée d'une révolution des élites qui aurait « dérapé » en 1793. La confiscation violente du pouvoir par les masses durant la Terreur aurait perturbé le cours plutôt pacifique d'une modernisation sociale menée « par le haut » à partir de 1787.[réf. nécessaire]
Le livre de François Furet et Denis Richet provoque une controverse historiographique durable et la colère des tenants de l'historiographie marxisante. Cette réaction s'incarne dans un long essai publié par Claude Mazauric dans les Annales historiques de la Révolution française (AHRF) en 1967, repris et complété dans un recueil Sur la Révolution française en 1970, puis par les protestations de Jacques Godechot, d'Albert Soboul et de Jean-René Suratteau. Pour Claude Mazauric, l'ouvrage a une fonction idéologique bien précise qui est de détruire l'édifice marxiste sur lequel s'appuie en France l'explication dominante de la Révolution. En revanche, le livre est bien accueilli par des historiens comme Pierre Goubert ou Louis Bergeron qui saluent l'émergence en France de nouvelles interprétations de la Révolution, divergentes et parfois contradictoires.
Par la suite, François Furet poursuit son travail de rejet catégorique du concept de « révolution bourgeoise » utilisant notamment les travaux anglo-saxons dont il reprend les arguments et diffuse les thèses. Furet approfondira ces réflexions dans son ouvrage, Penser la Révolution française, publié en 1978, notamment en s'appuyant sur les travaux d'Augustin Cochin que l'historiographie avait largement oublié après sa mort en 1916, non sans revenir sur la thèse du dérapage, relevant les prémices de la Terreur dès 1789 et percevant « une possible consonance de la Terreur avec la Révolution tout entière ». Dans sa synthèse La Révolution, 1770-1880, envisageant le temps long, il montre les continuités entre l'Ancien Régime et la Révolution, dont le long processus ne prend fin selon lui qu'avec l'arrivée au pouvoir des républicains opportunistes lors des débuts de la IIIe République, qui achèvent la révolution par l'affirmation des valeurs démocratiques et libérales (dont les libertés individuelles) tout en ne niant pas les dérives que la révolution a pu engendrer par le passé.

### Le Passé d'une illusion
En 1995, François Furet publie Le Passé d'une illusion, dont le titre est une allusion à L'Avenir d'une illusion de Sigmund Freud. Il reçoit le prix du livre politique, le prix Chateaubriand et le grand prix Gobert de l'Académie française.
Cet ouvrage analyse sans concession le courant communiste du XXe siècle, en croisant deux niveaux : le propre cheminement militant de l'auteur et sa connaissance de la Révolution française. Dans la lignée de Hannah Arendt et de Raymond Aron, Furet se livre à une analyse comparative du fascisme et du communisme et tente de répondre à la question : « Bolchevisme et fascisme entrent presque ensemble sur le théâtre de l'Histoire. Comment ces idéologies ont-elles pu mobiliser tant d'espoirs ou tant de passions chez tant d'individus ? ».

### Autres publications
- La Révolution française, avec Denis Richet, Paris, Librairie Arthème Fayard, 1965 ; 2e éd., Penser la Révolution française, Paris, Hachette Littératures, 1999, coll. « Pluriel »  (ISSN 0296-2063) no 950, 944 p.  (ISBN 2-01-278950-1).
- Lire et écrire, avec Jacques Ozouf, Paris, Minuit, 1977. Tome 1  (ISBN 9782707301895) et tome 2  (ISBN 9782707301949).
- Penser la Révolution française, Paris, Éditions Gallimard, 1978, coll. « Bibliothèque des histoires »  (ISSN 0768-0724), 259 p.; nouvelle éd. revue et corrigée, 1983  (ISBN 2-07-029381-5).
- "Civilisation et Barbarie dans Gibbon", Commentaire, vol. 6 (Été 1979).
- L'Atelier de l'histoire, Paris, Éditions Flammarion, 1982, 312 p.  (ISBN 2-08-210657-8) ; rééd., coll. « Champs »  (ISSN 0151-8089) no 739, 2007, 312 p.  (ISBN 978-2-0812-0296-2).
- Marx et la Révolution française, Textes de Karl Marx présentés réunis traduits par Lucien Calvié, Paris, Flammarion, Nouvelle bibliothèque scientifique,1986. («Ce sont des articles du jeune K. Marx, qui tous antérieurs à 1845, sont très différents, par la nature d'une réflexion dont la contradiction n'est pas toujours absente, de la célèbre trilogie (Les Luttes de classes en France 1848-1850, Le 18 brumaire de Louis Bonaparte ou La guerre civile en France) destinée à devenir le bréviaire orthodoxe de l'interprétation marxiste de la Révolution.»[20])
- La Gauche et la Révolution au milieu du XIXe siècle. Edgar Quinet et la question du jacobinisme, Paris, Hachette, 1986.(« Le second livre que nous propose Furet réunit des textes dont le destin a été tout différent : célèbres à leur époque, ils ont par la suite été oubliés dans le silence des causes dangereuses.»[20])
- Dictionnaire critique de la Révolution française (dir. avec Mona Ozouf), Paris, Éditions Flammarion, 1988, 1 154 p.  (ISBN 2-08-211537-2) ; nouvelle éd., coll. « Champs »  (ISSN 0151-8089) no 735-738 et 746, 2007, 5 vol., 2 017 p.
- La République du centre, avec Jacques Julliard et Pierre Rosanvallon, Paris, Calmann-Lévy, 1988.
- Le Siècle de l'avènement républicain (dir. avec Mona Ozouf), Paris, Éditions Gallimard, 1993, coll. « Bibliothèque des histoires »  (ISSN 0768-0724), 475 p.  (ISBN 2-07-072865-X)
- Le Passé d'une illusion. Essai sur l'idée communiste au XXe siècle, Paris, Éditions Robert Laffont et Éditions Calmann-Lévy, 1995,  (ISBN 2-7028-1383-6), 580 p.
- La Monarchie républicaine. La constitution de 1791, avec Ran Halévi, Paris, Librairie Arthème Fayard, 1996, coll. « Les Constitutions françaises »  (ISSN 1263-8811), Paris, 605 p.  (ISBN 2-213-02790-0).
- Fascisme et communisme, avec Ernst Nolte, Paris, Plon, 1998, 145 p.  (ISBN 2-259-18956-3) ; rééd., Hachette Littératures, Paris, Hachette, 2000, coll. « Pluriel »  (ISSN 0296-2063), 145 p.  (ISBN 2-01-278971-4).
- La Révolution en débat, Paris, Gallimard, 1999, coll. « Folio », 195 p.,  (ISBN 978-2070407842).
- Itinéraire intellectuel. L’historien journaliste, de "France-Observateur" au "Nouvel Observateur" (1958-1997), éd. établie et préfacée par Mona Ozouf, Paris, Calmann-Lévy, 1999, coll. « Liberté de l'esprit »,  (ISSN 0768-1801), 617 p.  (ISBN 2-7021-2952-8).

## Distinctions

### Décorations
Chevalier de la Légion d'honneur.

### Récompenses
- Prix M. et Mme Louis-Marin de l'Académie française 1979 pour Penser la Révolution française.
- Prix Alexis-de-Tocqueville.
- Grand prix Gobert de l'Académie française 1995 pour Le passé d’une illusion. Essai sur l’idée communiste au XXe siècle.
- Prix Chateaubriand.
- Élu à l'Académie française en mars 1997.

## Hommages posthumes
- Un collège d'Antony (Hauts-de-Seine) porte son nom depuis 2003[21].
- Des amphithéâtres de l'EHESS à Paris et de l'Institut d'études politiques de Lille portent son nom.